# Jasminum
Jasminum ist eine Pflanzengattung in der Familie der Ölbaumgewächse (Oleaceae). Zu dieser Gattung gehören einige wichtige Duft- und Zierpflanzen wie der Echte Jasmin oder der Winter-Jasmin.

## Beschreibung

### Vegetative Merkmale
Es gibt in der Gattung Jasminum sowohl laubwerfende, als auch immergrüne, verholzende Arten. Viele Arten sind Kletterpflanzen (Lianen), es gibt allerdings auch aufrecht wachsende kleine Bäume und Sträucher. Die Stängel der Pflanzen sind oft hart und kantig. Die Laubblätter können sowohl wechselständig wie gegenständig sein, in seltenen Fällen auch quirlständig. Der Blattstiel besitzt meist ein Gelenk. Die Blattspreiten sind einfach bzw. „unifoliolate“, also mit nur einem Blättchen, dreiteilig oder unpaarig gefiedert.

### Generative Merkmale
Die Blütenstände sind im Prinzip zymös, können dabei aber sehr verschiedene Formen – trauben- oder rispenartig, doldenförmig oder köpfchenförmig – annehmen. Bei einigen Arten, beispielsweise dem Winter-Jasmin, sind die Blütenstände auch zu oft einzelnen Blüten reduziert.
Die zwittrigen Blüten sind bei den meisten Arten heterostyl. Bei vielen Arten duften die Blüten stark und angenehm. Die Kelchblätter sind meist glocken- oder trichterförmig verwachsen mit meist vier bis 16 winzigen Kelchzipfeln. Die Krone besteht aus einer langen, schmalen Kronröhre und vier bis 16, bei den meisten Arten jedoch nur vier bis sechs radförmig ausgebreiteten Zipfeln. Die Farbe der Krone ist in der Regel weiß oder gelb, bei einigen Arten auch rosa oder rötlich. Die Knospen und die Kronröhre sind dagegen nicht selten rötlich gefärbt. Die zwei Staubblätter sind auf etwa der Hälfte der Kronröhre inseriert und überragen sie nicht. Die Staubfäden sind kurz. Zwei Fruchtblätter sind zu einem oberständigen, zweikammerigen Fruchtknoten verwachsen. Jede Fruchtknotenkammer enthält ein bis zwei Samenanlagen. Der dünne Griffel endet in einer kopfigen oder zweilappigen Narbe.
Die bei Reife schwarzen Beere ist zweigeteilt, wobei bei einigen Arten auch die eine Hälfte der Beere regelmäßig reduziert ist.

## Vorkommen
Die Jasminum-Arten kommen ursprünglich aus den tropischen und subtropischen Gebieten Asiens, Afrikas, Madagaskars, Australiens und den Pazifischen Inseln. Wenige Arten kommen auch aus dem Mittelmeergebiet (Jasminum fruticans) oder von den Kanaren oder den Azoren.
Viele Arten werden allerdings auch außerhalb ihrer Heimat wegen ihrer Blüten oder ihres Duftes kultiviert. Einige Arten sind in verschiedenen Teilen der Welt auch verwildert.
Die meisten Jasminum-Arten wachsen in Dickichten oder in Gebüschen, beispielsweise entlang Waldrändern oder Flüssen.

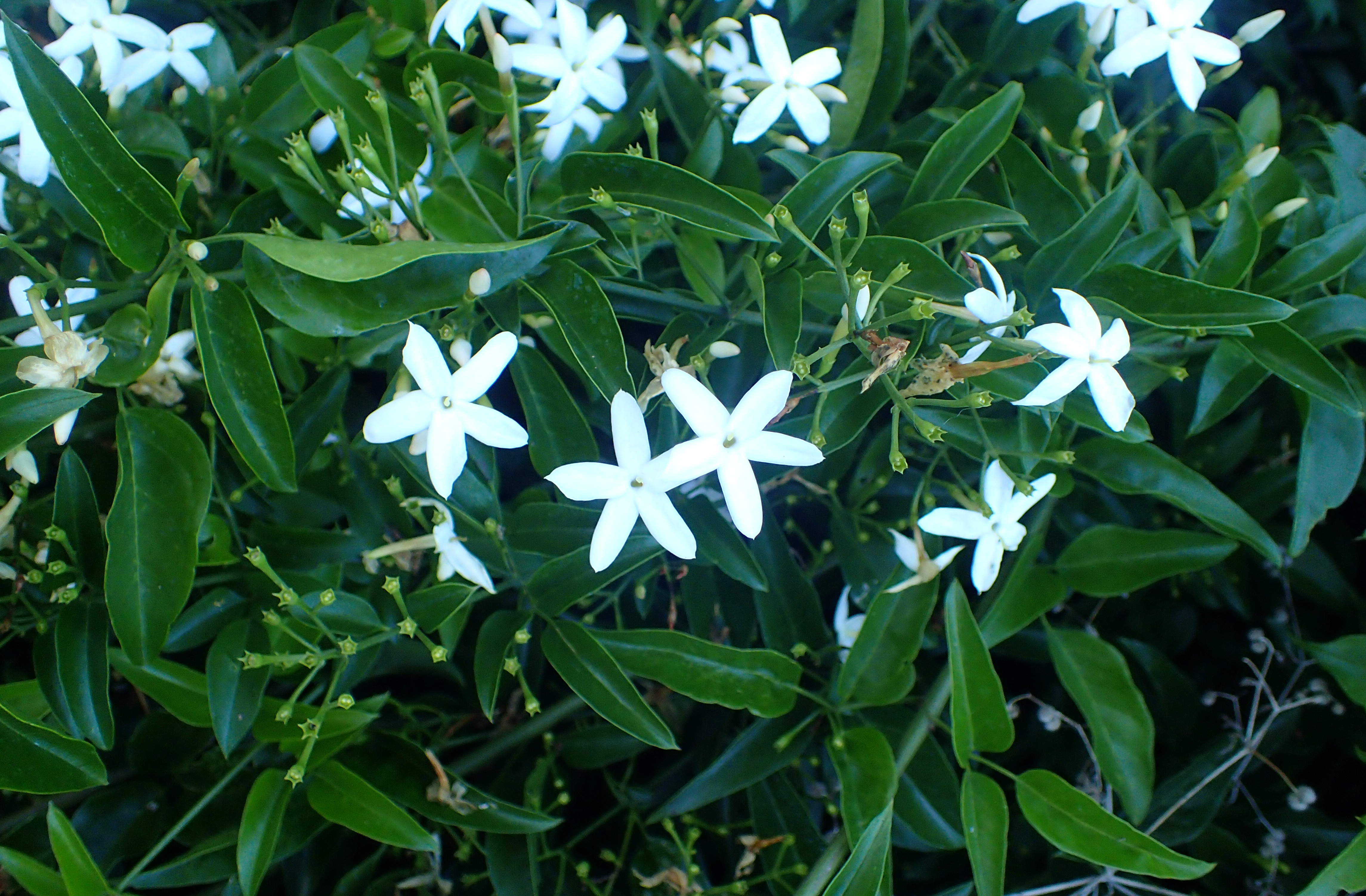
Azoren-Jasmin (Jasminum azoricum)

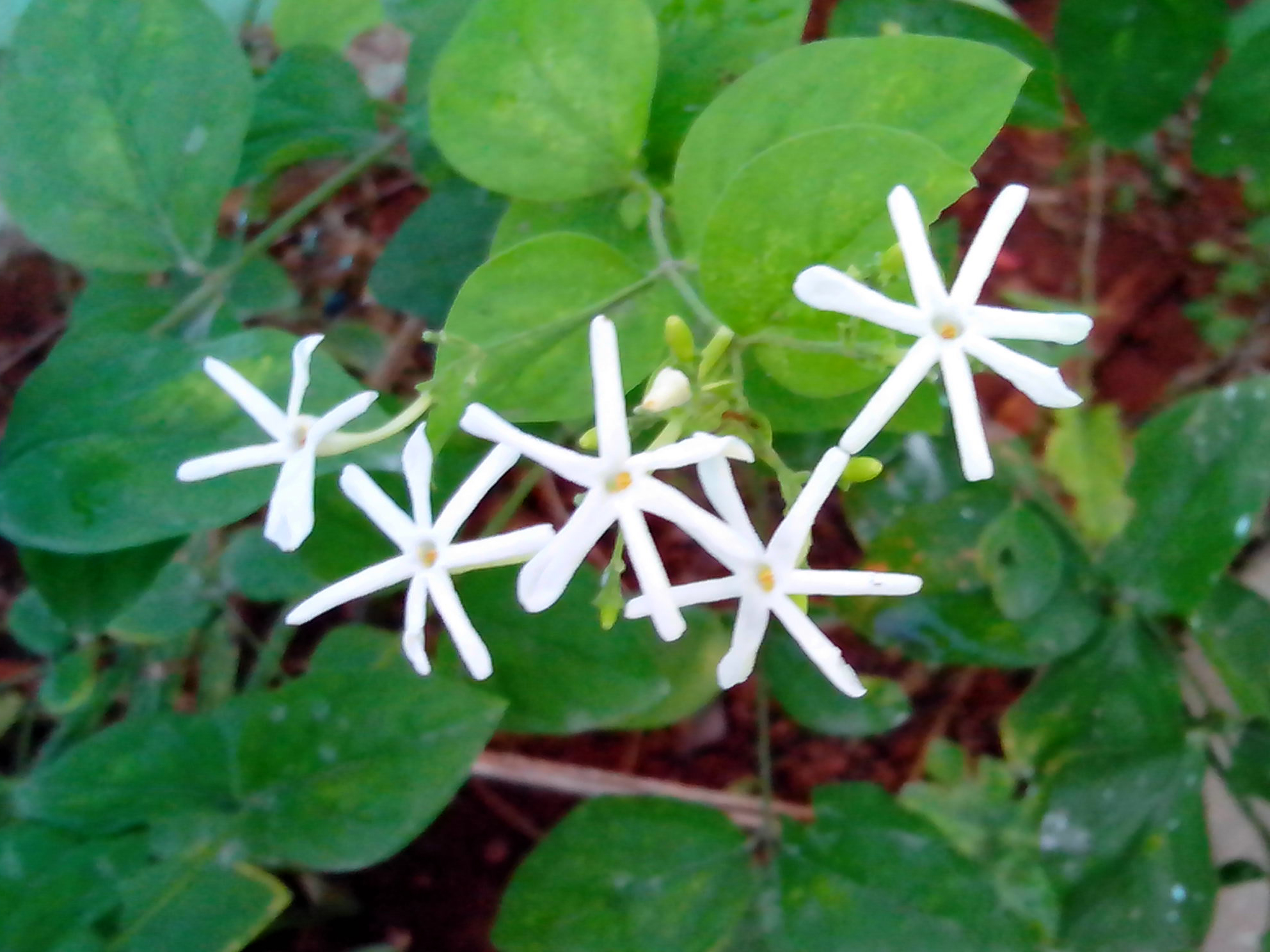
Jasminum grandiflorum

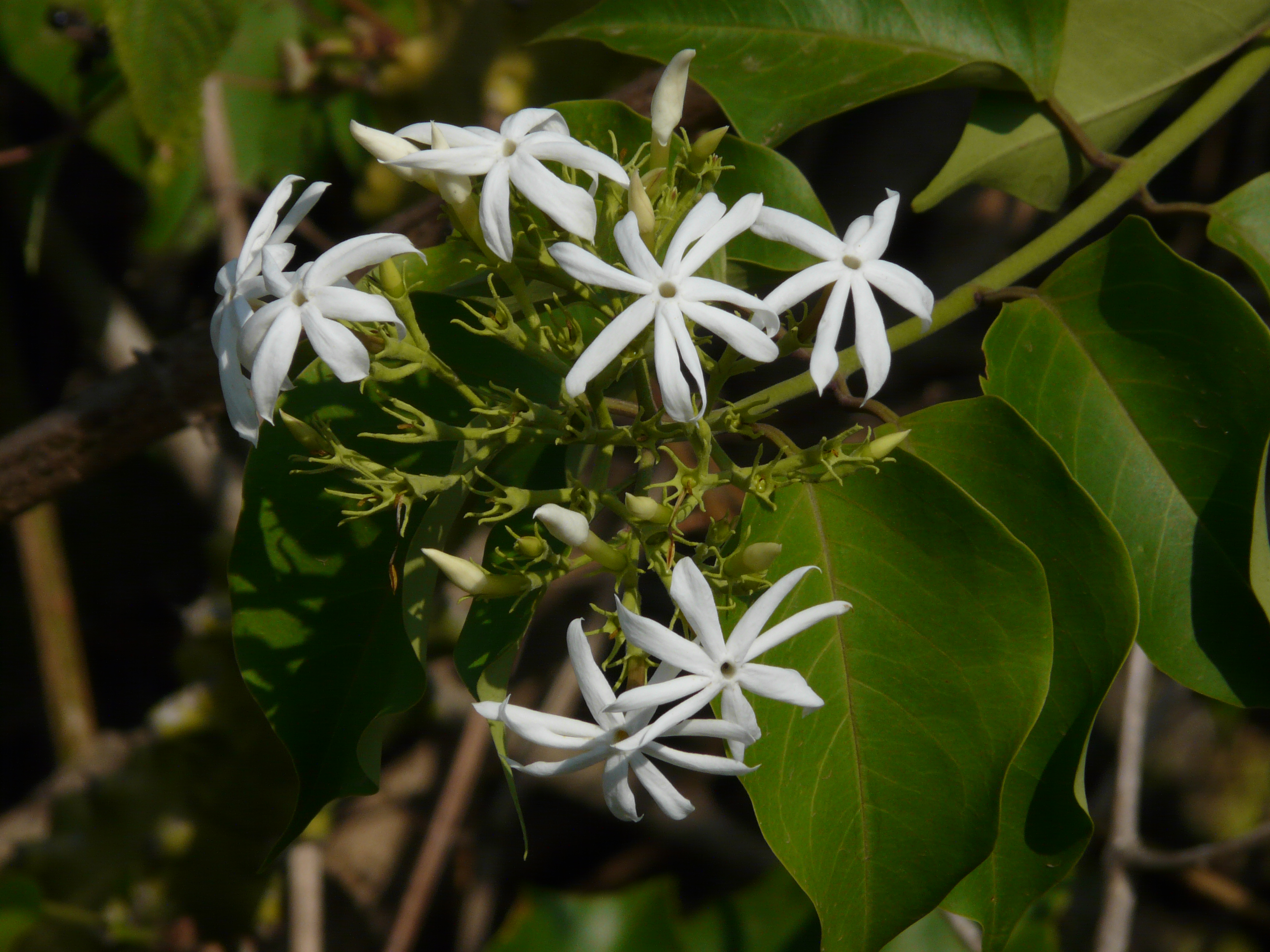
Jasminum malabaricum

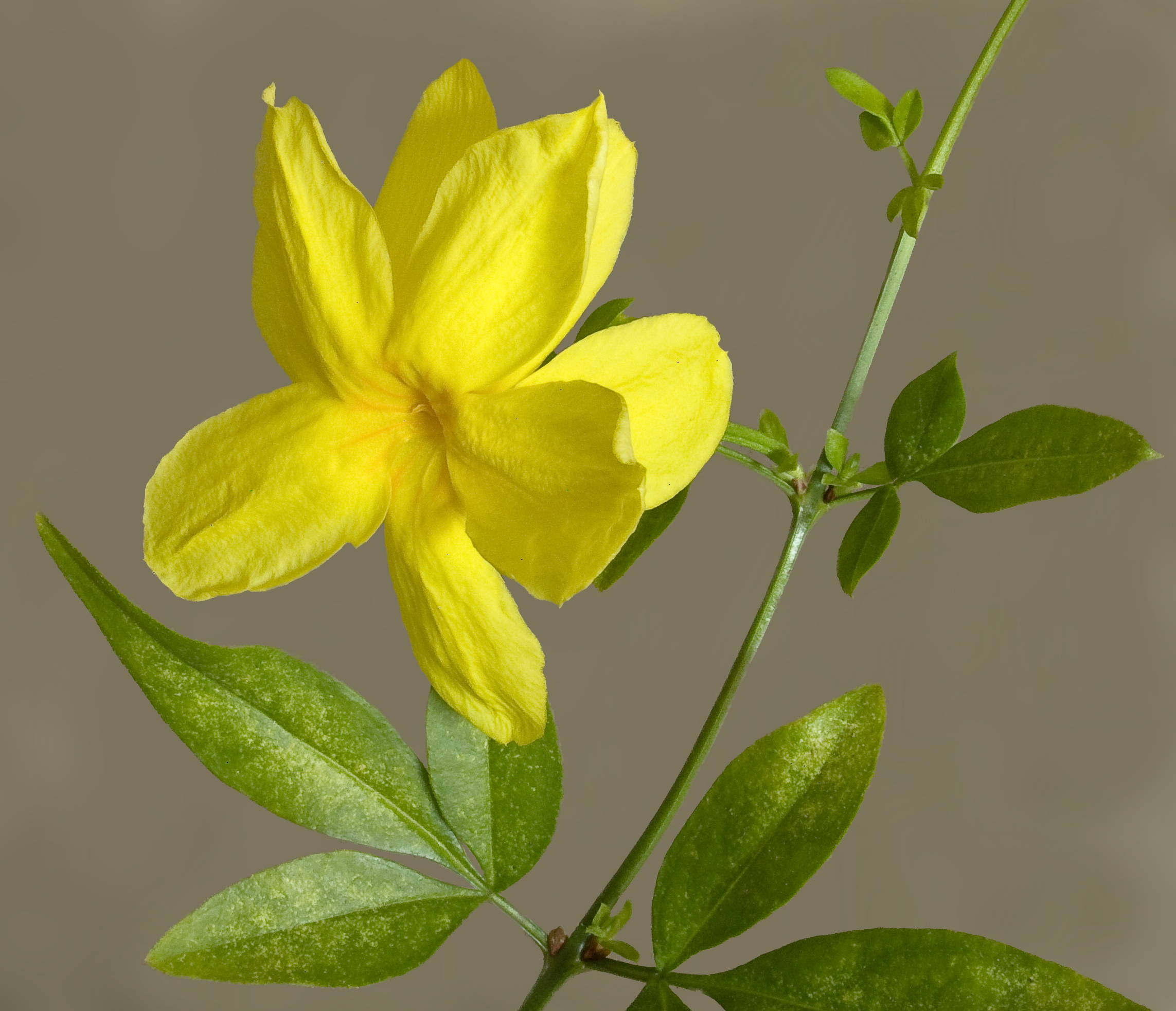
Primel-Jasmin (Jasminum mesnyi)

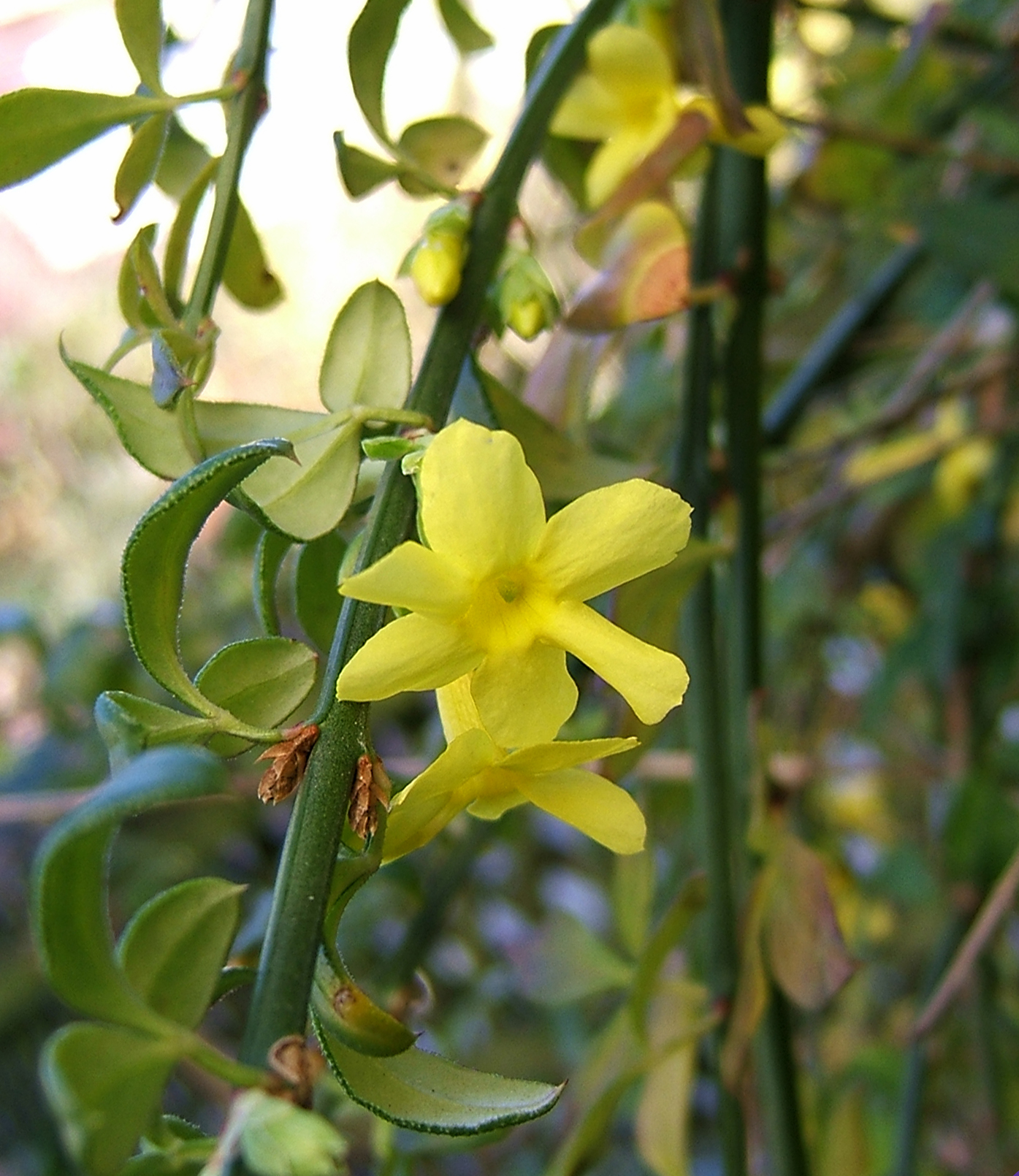
Winter-Jasmin (Jasminum nudiflorum), mit dreiteiligen Blättern

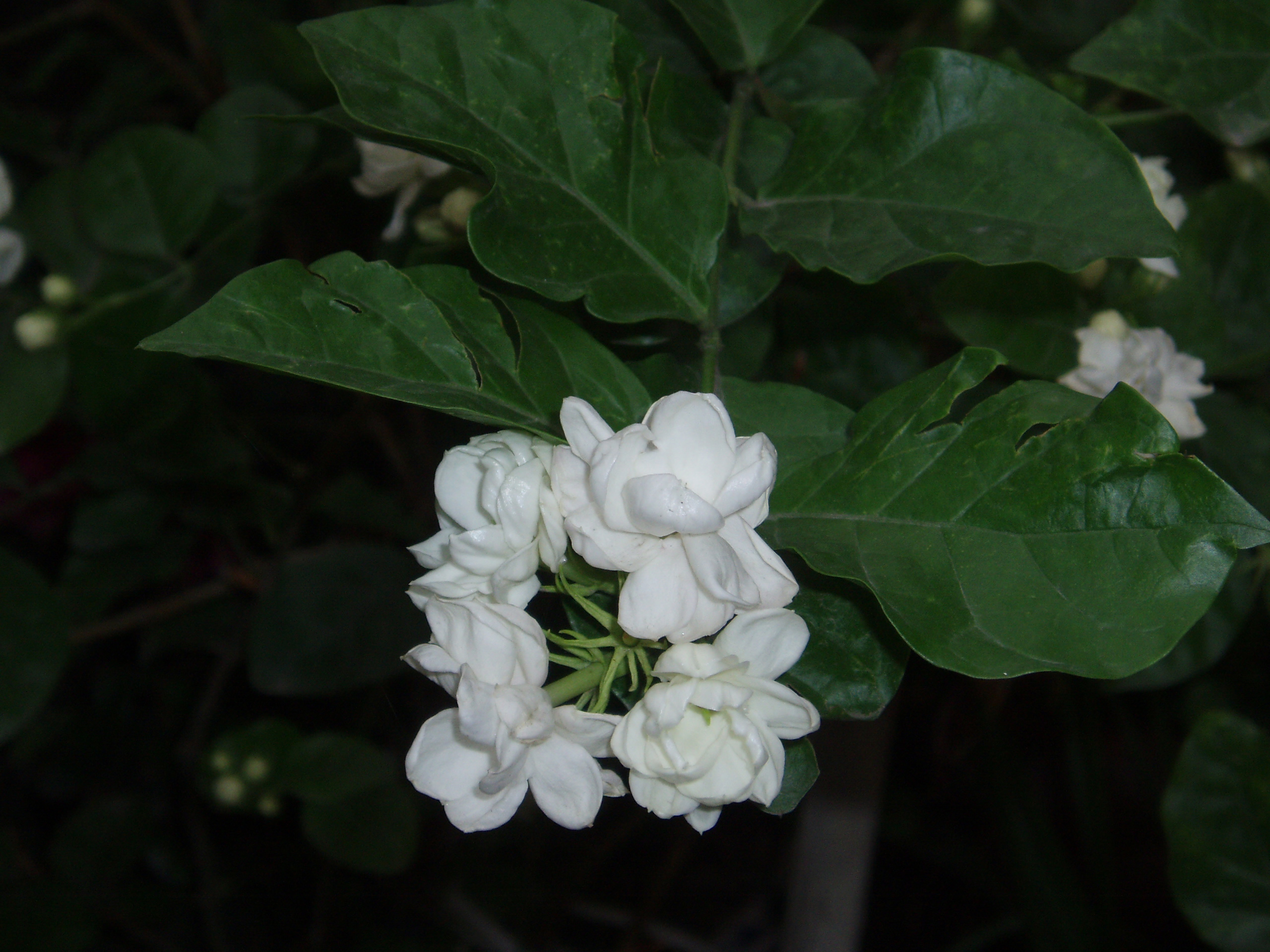
Arabischer Jasmin (Jasminum sambac), Sorte 'Arabian Nights', mit einfachen Blättern

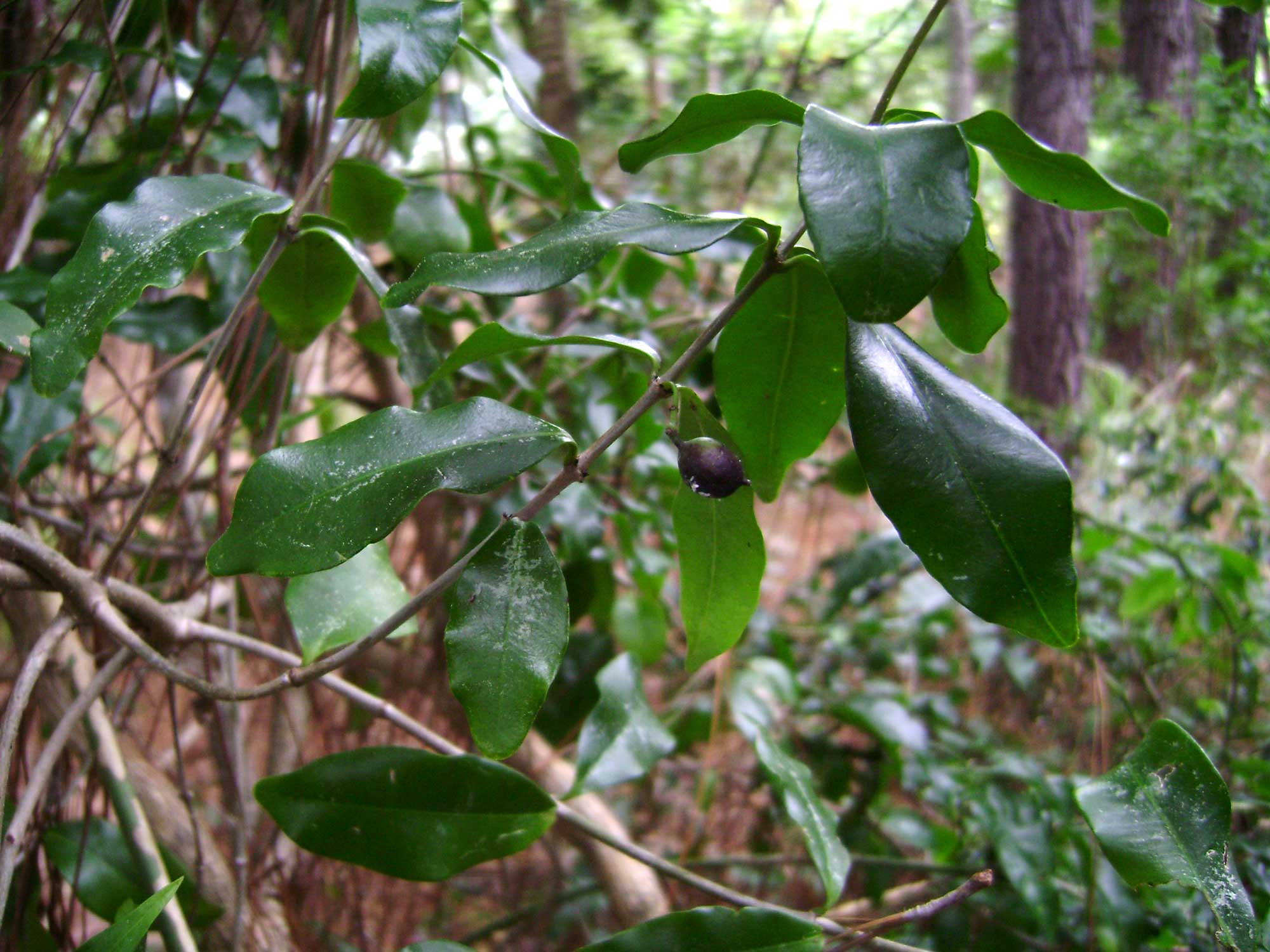
Jasminum simplicifolium mit Frucht

## Systematik
Der Gattungsname Jasminum wurde 1753 durch Carl von Linné in Species Plantarum, 1, S. 7 erstveröffentlicht. Als Lectotypusart wurde 1929 Jasminum officinale L. festgelegt. Synonyme für Jasminum L. sind: Jacksonia hort. ex Schltdl. nom. inval., Jasminium Dum. orth. var., Mogorium Juss., Noldeanthus Knobl. Die Gattung Jasminum gehört zur Tribus Jasmineae in der Familie der Oleaceae.
Die Gattung Jasminum umfasst je nach Auffassung mehr als 200 bis mehr als 400 Arten, die sich auf die Sektionen Jasminum, Alternifolia, Primulina, Trifoliolata und Unifoliolata verteilen. Nach Auffassung von E. Banfi (2014) ist sect. Alternifolia besser als eigene Gattung Chrysojasminum einzustufen.
Hier eine Auswahl der Arten der Gattung Jasminum:
- Jasminum angulare Vahl (Syn.: Jasminum capense Thunb.): Die Heimat ist Südafrika[2]
- Jasminum angustifolium (L.) Willd.: Die Heimat ist Indien und Sri Lanka[2]
- Jasminum attenuatum Roxb.: Die Heimat ist Indien, Myanmar, Thailand und China (Yunnan)[2]
- Jasminum auriculatum Vahl: Die Heimat ist Indien, Nepal und Sri Lanka[2]
- Azoren-Jasmin[4]  (Jasminum azoricum L.): Sie ist auf Madeira beheimatet[2]
- Rosa Jasmin (Jasminum beesianum Forrest & Diels): karminrosa blühend; die Heimat ist China (Guizhou, Sichuan, Yunnan)[2]
- Jasminum dichotomum Vahl: Die Heimat ist Afrika[2]
- Zweisamiger Jasmin[4]  (Jasminum dispermum Wall.): Die Heimat ist Indien, Bhutan, Nepal, Myanmar, Thailand und China (Xizang, Yunnan)[2]
- Jasminum elegans Knobl.: Die Heimat ist Madagaskar und Aldabra[2]
- Jasminum elongatum (P.J.Bergius) Willd. (Syn.: Jasminum undulatum Ker Gawl.): Die Heimat ist das tropische Asien, China und Australien[2]
- Jasminum fluminense Vell.: Die Heimat ist Afrika und Arabien; eingebürgert kommt die Art aber auch in Nordamerika, Südamerika und auf Hawaii vor[2]
- Jasminum grandiflorum L. (Syn.: Jasminum floribundum R.Br. ex Fresen.): Die Heimat ist Afrika, Arabien, Indien und Pakistan[2]
- Jasminum lanceolaria Roxb. (Syn.: Jasminum nitidum Skan): Die Heimat ist Indien, Bhutan, Myanmar, Thailand, Vietnam, Taiwan und China[2]
- Jasminum malabaricum Wight: Sie kommt im südlichen Indien vor.[3]
- Primel-Jasmin (Jasminum mesnyi Hance, Syn.: Jasminum primulinum Hemsl.): Die Heimat ist China (Guizhou, Sichuan, Yunnan)[2]
- Sternblütiger Jasmin[4] (Jasminum multiflorum (Burm. f.) Andrews, Syn.: Jasminum gracillimum Hook. f., Jasminum pubescens (Retz.) Willd.): Die Heimat ist Indien und Thailand[2]
- Jasminum multipartitum Hochst.: Die Heimat ist Mosambik, Simbabwe, Eswatini und Südafrika[2]
- Jasminum nobile C.B.Clarke: Die Heimat ist Kambodscha, Myanmar und Thailand[2]
- Winter-Jasmin (Jasminum nudiflorum Lindl.): Eine Art aus West-China, die als einzige winterharte Art der Gattung auch in Mitteleuropa kultiviert wird.
- Echter Jasmin (Jasminum officinale L.): Die Heimat ist West-, Mittel- und Südasien[2]
- Jasminum polyanthum Franch.: Die Heimat ist China (Guizhou, Sichuan, Yunnan); eingebürgert kommt sie auch in Neuseeland vor[2]
- Jasminum rex Dunn (wird auch als Unterart subsp. rex (Dunn) P. S. Green zu Jasminum nobile gestellt): Die Heimat ist Kambodscha und Thailand[2]
- Arabischer Jasmin (Jasminum sambac (L.) Aiton): Die Heimat ist Indien[2]
- Jasminum simplicifolium G.Forst. (Syn.: Jasminum suavissimum Lindl.): Die Heimat ist Australien, die Fidschi-Inseln, Neukaledonien, Vanuatu und Tonga[2]
- Jasminum sinense Hemsl.: Die Heimat ist China und Taiwan[2]
- Jasminum ×stephanense Lemoine (= Jasminum beesianum × Jasminum officinale): Die Heimat ist China (Sichuan, Xizang, Yunnan)[2]
- Jasminum subtriplinerve Blume: Die Heimat ist Indien, Vietnam, Laos und Kambodscha[2]
- Jasminum tortuosum Willd.: Die Heimat ist Südafrika[2].
- Jasminum urophyllum Hemsl.: Die Heimat ist das südliche China und Taiwan[3].

Als Zierpflanzen werden auch einige Hybriden kultiviert.
Nach E. Banfi (2014) gehören folgende Arten nicht mehr zu Gattung Jasminum:
- Jasminum floridum Bunge (Syn.: Jasminum giraldii Diels)  =>  Chrysojasminum floridum (Bunge) Banfi[3]
- Strauch-Jasmin (Jasminum fruticans L.)  =>  Chrysojasminum fruticans (L.) Banfi[3]
- Niedriger Jasmin (Jasminum humile L.)  =>  Chrysojasminum humile (L.) Banfi[3]
- Duftender Jasmin[4] (Jasminum odoratissimum L.)  =>  Chrysojasminum odoratissimum (L.) Banfi[3].
- Zwerg-Jasmin[4]  (Jasminum parkeri Dunn)  =>  Chrysojasminum parkeri (Dunn) Banfi[3]
- Jasminum subhumile W.W.Sm. (Syn.: Jasminum heterophyllum Roxb.)  =>  Chrysojasminum subhumile (W.W.Sm.) Banfi & Galasso[3]

## Ergänzende Literatur
- Gordon Cheers (Hrsg.): Botanica, Random House Australia 2003. Deutsche Ausgabe: Tandem Verlag GmbH 2003, ISBN 3-8331-1600-5.
- Urania Pflanzenreich. Band 4: Blütenpflanzen 2, 1. Ausgabe. Urania-Verlag, Leipzig 1994, ISBN 3-332-00497-2.